# Al-Mahwit (muhafaza)
Al-Mahwit (arab. المحويت) – jedna z 21 jednostek administracyjnych (muhafaza) Jemenu. Położona w zachodniej części kraju. Stolicą jest Al-Mahwit. Według danych z 2017 roku muhafaza liczyła 706 tys. mieszkańców.